# Dorian Concept

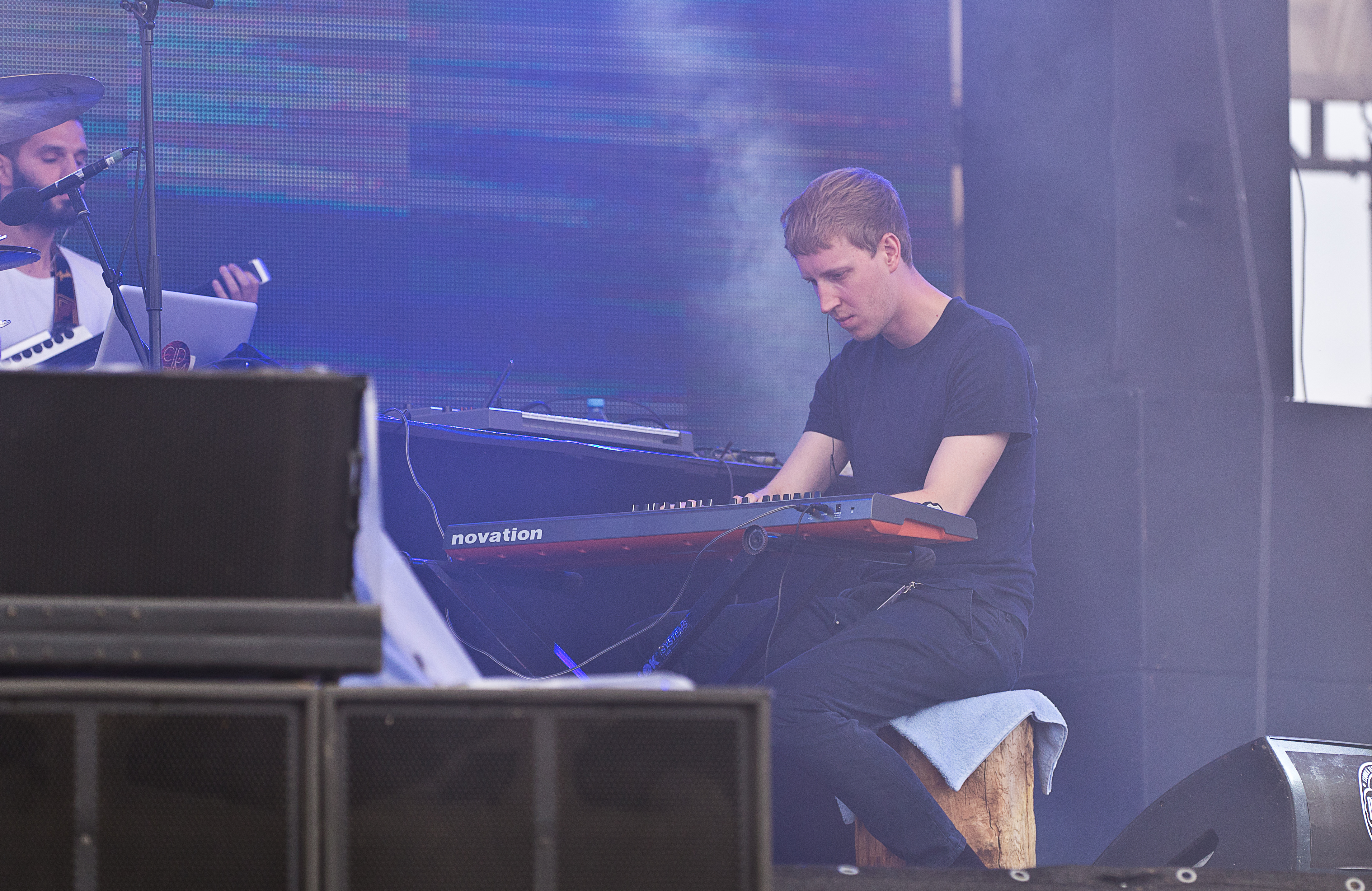
Dorian Concept beim Melt! Festival 2015.

Dorian Concept (eigentlich: Oliver Thomas Johnson; * 16. September 1984 in Wien) ist ein österreichischer Komponist und Musikproduzent.

## Leben und Wirken
Der Sohn einer Wienerin und eines US-Amerikaners wuchs in der österreichischen Hauptstadt auf. Er studierte an der Medienfachhochschule Salzburg. Auf Klavier, Bassgitarre und Saxofon ist er Autodidakt. Youtube-Veröffentlichungen machten ihn ab 2007 international bekannt. Notenlesen lehnt er ab, ist konsequenter Vertreter Improvisierter Musik. Er beschreibt sich selbst als "autodidaktischer Jazzmusiker, der sich selbst sampelt".
Zunächst war er einige Jahre zusammen mit Cid Rim und The Clonious Mitglied der Funk-Band JSBL. Mit seinem ersten, jazzigen Solo-Album When Planets Explode stand er in der Traditionslinie von Aphex Twin oder Squarepusher. Im Gegensatz dazu ist das beim renommierten Londoner Plattenlabel Ninja Tune erschienene Album Joined Ends von 2014 auf dem E-Piano improvisierte, entspannte Chillout-Musik. Aufgrund internationaler Nachfrage in Japan und Nordamerika ging er damit auf Solo-Welttournee. Für Flying Lotus und das britische Cinematic Orchestra war der Improvisator ein gefragter Sideman.

## Diskografie

### Album
- 2018: The Nature Of Imitation, Brainfeeder

- 2014: Joined Ends, Ninja Tune[4]
- 2009: When Planets Explode, Kindred Spirits, Nod Navigators

### Singles & EPs
- 2014: Draft Culture Ninja Tune[5]
- 2011: Her Tears Taste Like Pears, Ninja Tune
- 2010: Untitled, TLM Records
- 2009: Trilingual Dance Sexperience, Affine Records
- 2008: Sam Irl And Dorian Concept Echo Skill Hif - Untitled One / Gecko, Bonzzaj Recordings, A Few Among Others Records
- 2008: The Fucking Formula, Kindred Spirits, Nod Navigators
- 2008: 2 Feet For You, Circulations
- 2008: Maximized Minimalization, Affine Records

### Miscellaneous
- 2008: A TrebleO Beat Tape, TrebleO
- 2008: Dorian Concept & Ginga - FM4 Soundpark Studio2 Session, FM4 Soundpark
- 2006: Seek When Is Her, Earstroke Records
- 2005: Nouns And The Relevance Of Wood, Project 168